# Escudo de la Provincia Oriental
Se trata del escudo diseñado a instancias de José Gervasio Artigas para la Provincia Oriental una de las constituyentes de las Provincias Unidas del Río de la Plata, y dentro del conjunto llamado Liga Federal o Unión de los Pueblos Libres, conformado tras la enemistad generada con respecto a Buenos Aires.
Se considera que fue el propio Artigas quien diseñó este escudo cuya forma, colores y emblemas son tomados en gran parte del escudo de las Provincias Unidas del Río de la Plata, como en ese escudo precedente la forma principal es la oval y el campo superior es azulceleste (azur) siendo el campo inferior color blanco (plata); en el campo superior se encuentra, como en el escudo de las Provincias Unidas un sol naciente, que es la mitad superior del llamado Sol de Mayo.

## Significado

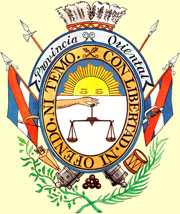
Imagen del diseño original del escudo.

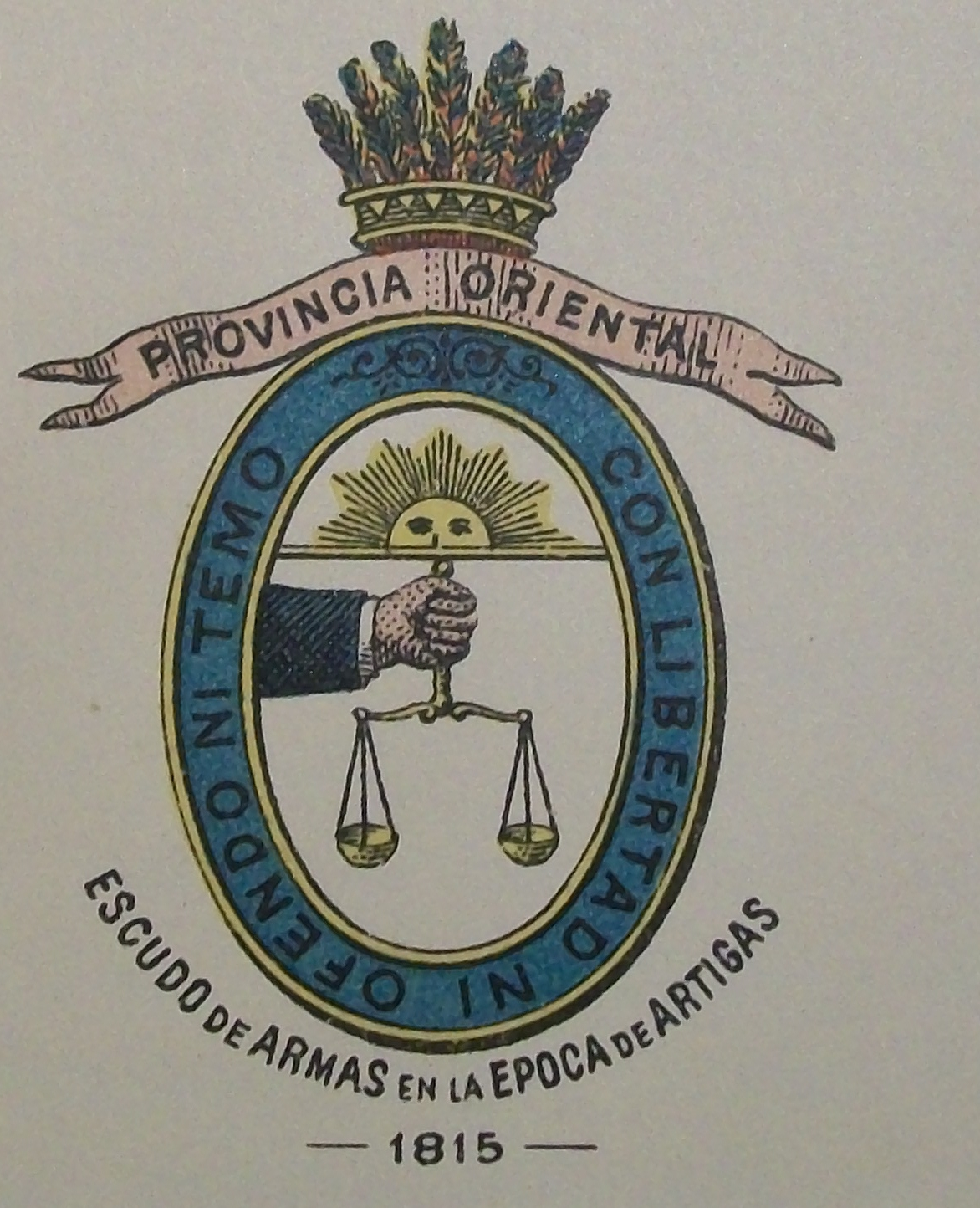
Versión simplificada del Escudo de la Provincia Oriental posterior (año 1905) al diseño original realizado por José Gervasio Artigas.

La emblemática artiguísta de este escudo es muy singular: El sol naciente, símbolo de la nueva nación (Se levanta a la faz de la Tierra una nueva y gloriosa nación) no está por sobre el óvalo sino dentro del campo azulceleste, dicho campo ocupa aproximadamente el tercio superior, los dos tercios "inferiores" de color blanco o plata presentan un brazo y mano femeninos que desde la izquierda sostiene una balanza (libra) de dos platillos en perfecto equilibrio, simbolizando así la justicia y la igualdad. 
El óvalo está completamente orlado por una cartela dorada en la cual aparece la frase: 'Con libertad ni ofendo ni temo, tal cartela se cierra con dos volutas que se cruzan significando la unidad de los estados rioplatenses. En la cúspide del escudo se ubica una corona adornada con plumas, esta parece ser una de las alegorías que reivindican a los pueblos indígenas (como el charrúa y el guaraní) quienes tuvieron a José Gervasio Artigas como su líder con el título honorífico de de Karay Guazú. 
En el costado derecho aparecen símbolos como la empuñadura de un sable y la base de un cañón, acompañada por un tambor europeo, también una rama de laurel y una Bandera de Artigas sobre la cual se ubica una lanza. Por la parte exterior izquierda aparecen nuevamente el motivo de la base de un cañón y la Bandera del Partido Federal  (Bandera de Artigas), aunque también otros emblemas que alegorizan a los pueblos indígenas: se ve parte de un arco y todo un carcaj con flechas, estos símbolos indígenas se ven acompañados por una alabarda y, en lugar aquí de un laurel, un ramo de pitanga, planta muy común en la región sur de la Cuenca del Plata.
Otro símbolo de equilibrio e igualdad es el triángulo equilátero figurado con antiguas balas esféricas de cañón.
Según la tradición, José Gervasio Artigas hizo diseñar este escudo de la Provincia Oriental en Purificación del Hervidero a orillas del río Uruguay, a mediados de 1815 (es decir en fechas del Congreso de Oriente celebrado en Concepción del Uruguay, como emblema de la provincia directamente a su mando), en mayo de 1816 este escudo fue oficializado en la ciudad de Montevideo. 
En la actualidad el cuerpo de Blandengues, del cual Artigas fue su máximo representante, utiliza un escudo ligeramente variado del de la Provincia Oriental.
- Datos: Q5838476